# Pornchai Thongburan
Pornchai Thongburan (n. 1 iulie 1974, Thailanda) este un boxer ce a reprezentat Thailanda, medaliat olimpic. A participat la o ediție a Jocurilor Olimpice (2000) în care a câștigat o medalie de bronz.